# Scott Garlick
Scott Garlick (Phoenix, Arizona, 29 de mayo de 1972) es un exfutbolista estadounidense, jugó de Portero y su último club fue el Real Salt Lake de la Major League Soccer.

## Clubes
| Club              | País           | Año       | Partidos | Goles |
| ----------------- | -------------- | --------- | -------- | ----- |
| Waterford United  | Irlanda        | 1994-1996 | ?        | ?     |
| Greensboro Dynamo | Estados Unidos | 1996-1997 | 26       | 0     |
| D.C. United       | Estados Unidos | 1997-1998 | 44       | 0     |
| Tampa Bay Mutiny  | Estados Unidos | 1999-2001 | 78       | 0     |
| Colorado Rapids   | Estados Unidos | 2001-2003 | 53       | 0     |
| FC Dallas         | Estados Unidos | 2004-2005 | 42       | 0     |
| Real Salt Lake    | Estados Unidos | 2006-2007 | 31       | 0     |